# Louie Belpedio
Louis "Louie" Belpedio, född 14 maj 1996, är en amerikansk professionell ishockeyback som är kontrakterad till Minnesota Wild i National Hockey League (NHL) och spelar för deras primära samarbetspartner Iowa Wild i American Hockey League (AHL). Han har tidigare spelat på lägre nivåer för Miami Redhawks (Miami University) i National Collegiate Athletic Association (NCAA) och Team USA i United States Hockey League (USHL).
Belpedio draftades i tredje rundan i 2014 års draft av Minnesota Wild som 80:e spelare totalt.

## Statistik
| 2009–2010   | Team Illinois           | T1EHL       | 29  | 4  | 10 | 14 | 28  | — | — | — | — | — |
| 2010–2011   | Culver Military Academy |             | 36  | 3  | 13 | 16 | 31  | — | — | — | — | — |
| 2011–2012   | Culver Military Academy |             | 26  | 8  | 12 | 20 | 36  | — | — | — | — | — |
| 2012–2013   | Team USA                | USHL        | 38  | 0  | 4  | 4  | 23  | — | — | — | — | — |
|             | U.S. National U17 Team  |             | 56  | 1  | 10 | 11 | 33  | — | — | — | — | — |
| 2013–2014   | Team USA                | USHL        | 26  | 5  | 10 | 15 | 24  | — | — | — | — | — |
|             | U.S. National U18 Team  |             | 61  | 7  | 16 | 23 | 44  | — | — | — | — | — |
| 2014–2015   | Miami Redhawks          | NCAA        | 40  | 6  | 13 | 19 | 28  | — | — | — | — | — |
| 2015–2016   | Miami Redhawks          | NCAA        | 34  | 4  | 13 | 17 | 30  | — | — | — | — | — |
| 2016–2017   | Miami Redhawks          | NCAA        | 24  | 6  | 11 | 17 | 39  | — | — | — | — | — |
| 2017–2018   | Minnesota Wild          | NHL         | 1   | 0  | 2  | 2  | 0   | — | — | — | — | — |
|             | Miami Redhawks          | NCAA        | 37  | 9  | 21 | 30 | 42  | — | — | — | — | — |
|             | Iowa Wild               | AHL         | 10  | 0  | 2  | 2  | 0   | — | — | — | — | — |
| NHL totalt  | NHL totalt              | NHL totalt  | 1   | 0  | 2  | 2  | 0   | — | — | — | — | — |
| AHL totalt  | AHL totalt              | AHL totalt  | 10  | 0  | 2  | 2  | 0   | — | — | — | — | — |
| NCAA totalt | NCAA totalt             | NCAA totalt | 135 | 25 | 58 | 83 | 139 | — | — | — | — | — |
| USHL totalt | USHL totalt             | USHL totalt | 64  | 5  | 14 | 19 | 47  | — | — | — | — | — |

### Internationellt
| Källa: Uppdaterad: 2018-04-09 | Källa: Uppdaterad: 2018-04-09 | Källa: Uppdaterad: 2018-04-09 |         | Utv = Utvisningsminuter | Utv = Utvisningsminuter | Utv = Utvisningsminuter | Utv = Utvisningsminuter | Utv = Utvisningsminuter |
| År                            | Lag                           | Mästerskap                    | Matcher | Mål                     | Assists                 | Poäng                   | Utv                     |                         |
| ----------------------------- | ----------------------------- | ----------------------------- | ------- | ----------------------- | ----------------------- | ----------------------- | ----------------------- | ----------------------- |
| 2014                          | USA                           | U18                           | 7       | 0                       | 2                       | 2                       | 0                       |                         |
| 2016                          | USA                           | JVM                           | 7       | 1                       | 1                       | 2                       | 0                       |                         |
| Junior totalt                 | Junior totalt                 | Junior totalt                 | 14      | 1                       | 3                       | 4                       | 0                       |                         |